# Tișăuți, Suceava
Tișăuți (germană Teschoutz) este un sat în comuna Ipotești din județul Suceava, Bucovina, România.

## Recensământul din 1930
Componența etnică a satului Tișăuți
     Români (98,5%)
     Evrei (1%)
     Germani (0,5%)
Componența confesională a satului Tișăuți
     Ortodocși (98,5%)
     Mozaici (1%)
     Romano-catolici (0,5%)
Conform recensământului efectuat în 1930, populația satului Tișăuți se ridica la 889 locuitori. Majoritatea locuitorilor erau români (98,5%), cu o minoritate de germani, mai precis germani bucovineni (0,5%) și una de evrei (1,0%). Din punct de vedere confesional, majoritatea locuitorilor erau ortodocși (98,5%), dar existau și romano-catolici (0,5%) și mozaici (1,0%). 
 Acest articol despre o localitate din județul Suceava este deocamdată un ciot. Puteți ajuta Wikipedia prin completarea lui.